# Golema Rečica
Golema Rečica (makedonska: Голема Речица) är en ort i Nordmakedonien. Den ligger i kommunen Tetovo, i den nordvästra delen av landet, 40 kilometer väster om huvudstaden Skopje. Golema Rečica ligger 472 meter över havet och antalet invånare är 3 050.